# زاون بیریان
زاون بیریان (ارمنی: Զաւէն Պիպեռեան؛ ۱۹۲۱ – ۴ اکتبر ۱۹۸۴) یک نویسنده، ویراستار و مؤلف برجسته ارمنی‌تبار اهل ترکیه بود.

## زندگی‌نامه
وی در سال ۱۹۲۱ در کنستانتینوپل به دنیا آمد و در ۴ اکتبر ۱۹۸۴ در سن ۶۳ سالگی در استانبول درگذشت و در گورستان ارامنه شیشلی به خاک سپرده شد.